# يوهان فان أولدنبارنفلت
يوهان فان أولدنبارنيفيلد (14 سبتمبر 1547 – 13 مايو 1619) كان رجل دولة وثائرًا هولنديًا لعب دورًا هامًا في الكفاح من أجل استقلال الأراضي المنخفضة عن إسبانيا. يعتبر أحد أبرز الشخصيات السياسية في تاريخ هولندا.
ولد في أمِرسفورت، ودرس القانون في جامعات لوفان، بورج، هايدلبرغ، وبادوا. جاب فرنسا وإيطاليا قبل أن يستقر في لاهاي. كان من مؤيدي ويليم الصامت في مقاومته لفيليب الثاني ملك إسبانيا، وانضم إلى جيشه. في مراحل لاحقة، دعم الأرمينيانية في الجدل الديني والسياسي الذي أثر على الجمهورية الهولندية. أسس شركة الهند الشرقية الهولندية.

## المسيرة السياسية المبكرة

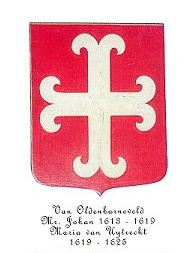
شعار النبالة لعائلة أولدنبراينفلدت

شارك أولدنبارنيفيلد في فك حصار هارلم عام 1573، ثم في معركة ليدن عام 1574. في عام 1575، تزوج من ماريا فان أوترخت. بعد عام، حصل على منصب معاشي روتردام، مما منحه عضوية في برلمان مقاطعة هولندا. أثبت نفسه كشخصية مؤثرة بفضل مهاراته السياسية وقدرته على الإقناع.
دعم اتحاد أوترخت عام 1579 وسعى لتتويج ويليم الصامت ككونت لهولندا وزيلندا، وهو ما لم يتحقق بسبب اغتيال ويليم عام 1584. عارض سياسات روبرت دادلي، إيرل ليستر الأول، ودعم موريس من ناساو، ابن ويليم الصامت، في قيادة الجيش. بعد رحيل ليستر عام 1587، أصبح موريس القائد العسكري الأعلى، وأصبح أولدنبراينفلدت الشخصية السياسية الأكثر نفوذاً في مقاطعة هولندا.
في 16 مارس 1586، تولى فان أولدنبارنيفيلد منصب محامي هولندا، خلفًا لباروس بيوس، ممثلًا لولايات **هولندا وغرب فريزلندا**، وهو المنصب الذي شغله لمدة 32 عامًا. منح هذا المنصب نفوذًا واسعًا داخل الجمهورية الهولندية، التي كانت تفتقر إلى سلطة تنفيذية مركزية. رغم أنه كان خادمًا لولايات هولندا، فقد فرض نفسه كأقوى شخصية سياسية في المقاطعة التي تحملت أكثر من نصف نفقات الاتحاد. بصفته المتحدث باسم ridderschap (مجلس النبلاء) والذي له صوت واحد في الولايات الهولندية، كان له تأثير كبير على سياسات الدولة. خلال فترة وجيزة، أصبح الشخصية السياسية الأهم، حتى بات يُنظر إليه على أنه رئيس الوزراء الفعلي للجمهورية الهولندية.

## الحفاظ على تماسك الجمهورية
خلال العامين الحاسمين بعد انسحاب ليستر، لعب أولدنبارنيفيلد دورًا محوريًا في منع انهيار المقاطعات المتحدة، التي كانت تعاني من نزعات انفصالية متوارثة. هذا التدخل حال دون تحول الجمهورية إلى هدف سهل لجيوش ألكسندر من بارما. بالإضافة إلى ذلك، كان فيليب الثاني ملك إسبانيا منشغلًا بغزو إنجلترا، مما أضعف تركيزه على هولندا. أدى هذا الفراغ في القيادة الإسبانية، إلى جانب غياب حكومة مركزية قوية في المقاطعات المتحدة، إلى منح أولدنبارنيفيلد سلطة إدارية غير مسبوقة.
كان نجاحه في إدارة الدولة مدعومًا بدعم موريس من ناساو، الذي أصبح منذ عام 1589 الحاكم الفعلي لخمس مقاطعات، وقائدًا عامًا للجيش، وأدميرالًا للاتحاد. لم يكن هناك تعارض كبير بين طموحات موريس وأولدنبارنيفيلد، حيث كان الأول مهتمًا بالشؤون العسكرية، في حين ركّز الأخير على الإدارة والسياسة.

## الخلاف مع موريس وقيادة الدولة
بدأ الخلاف الأول بين أولدنبارنيفيلد وموريس في عام 1600، عندما أُجبر موريس على تنفيذ حملة عسكرية في فلاندرز بناءً على قرار الولايات العامة، تحت تأثير أولدنبارنيفيلد. رغم التردد، انتهت الحملة بانتصار هولندي في معركة نيوبورت.
بعد عام 1598، أدار أولدنبارنيفيلد عدة بعثات دبلوماسية، حيث أُرسل إلى هنري الرابع ملك فرنسا وإليزابيث الأولى ملكة إنجلترا، كما قاد بعثة خاصة في عام 1605 لتهنئة الملك جيمس الأول على توليه العرش الإنجليزي.

## تأسيس شركة الهند الشرقية الهولندية
لعب أولدنبارنيفيلد دورًا محوريًا في تأسيس شركة الهند الشرقية الهولندية (VOC). كان قد بدأ في 1595 بتشجيع تأسيس عدة شركات تجارية للتجارة في الشرق، ولكن في 1602، عمل على دمجها في كيان واحد، ما أدى إلى تأسيس VOC، التي أصبحت أحد أعمدة الاقتصاد الهولندي.
في عام 1612، قدمت الشركة نموذج ملكية الأسهم، حيث أصبح بإمكان المستثمرين شراء وبيع الأسهم في السوق المالية. كانت هذه الفكرة من مبادرات أولدنبارنيفيلد، وسرعان ما أصبح هذا النموذج أساسًا لنظام الشركات الحديثة في العالم.

## الصراع الديني في هولندا
كان التأثير الفوري لانتهاء الهدنة تعزيز نفوذ فان أولدنبارنيفيلد في حكومة جمهورية هولندا، التي أصبحت الآن دولة حرة ومستقلة. لعدة سنوات، اندلعت حرب كلامية بين الأحزاب الدينية، حيث واجه الجوماريون الكالفينيون الصارمون الأرمينيين، الذين كانوا يُعرفون لاحقًا بالمتظاهرين.
في عام 1610، قام الأرمينيون بتقديم عريضة تُعرف باسم التظاهرة، طالبوا فيها بعرض مبادئهم على مجلس سينود وطني يتم استدعاؤه من قبل الحكومة المدنية، وهو إجراء تم بموافقة ودعم فان أولدنبارنيفيلد، الذي كان مؤيدًا لمبدأ التسامح الديني.
في المقابل، قام الجوماريون بإعداد "المظاهرة المضادة" في سبعة مقالات، مطالبين بعقد مجلس سينودسي كنسي مستقل. أدى ذلك إلى انقسام الكنيسة المصلحة الهولندية إلى معسكرين، حيث دعمت ولايات هولندا المتظاهرين تحت تأثير فان أولدنبارنيفيلد، ورفضت فرض عقوبات على استدعاء اجتماع كنسي مستقل عام 1613. كما أصدرت قرارًا عام 1614 يحظر على الوعاظ في مقاطعة هولندا مناقشة المواضيع الخلافية بين الفصائل المتنازعة.
أدى هذا التوتر إلى اندلاع أعمال شغب في بعض المدن، تفاقمت بسبب الأوضاع الاقتصادية المتدهورة. عندما طُلب من الأمير موريس، بصفته القائد العام للجمهورية، التدخل، رفض في البداية ذلك، لكنه أعلن لاحقًا دعمه للمضادين للمظاهرات، وعين واعظًا من هذا الاتجاه في كنيسة لاهاي عام 1617.

## مقاطعة هولندا تعلن استقلالها السيادي (مقرر شيرب)
اقترح فان أولدنبارنيفيلد أن تقوم ولايات مقاطعة هولندا، بصفتها مقاطعة ذات سيادة، بتشكيل قوة محلية قوامها أربعة آلاف رجل للحفاظ على الأمن.
في الوقت ذاته، وافقت الولايات العامة في الجمهورية للمقاطعات السبع بأغلبية أربع مقاطعات مقابل ثلاث على استدعاء مجلس كنسي وطني، لكن ولايات مقاطعة هولندا رفضت ذلك بأغلبية ضئيلة، وأصدرت في 4 أغسطس 1617 ما يُعرف بمقرر شيرب، الذي يُلزم جميع القضاة والمسؤولين والجنود في المقاطعة بأداء قسم الولاء للولايات الهولندية، على أن يكونوا مسؤولين أمامها فقط، وليس أمام المحاكم العادية.
اعتبرت الولايات العامة هذا القرار إعلانًا عن استقلال مقاطعة هولندا السيادي، وقررت اتخاذ إجراءات صارمة. تم تعيين لجنة بقيادة موريس لإجبار السلطات على الامتثال. في 31 يوليو 1618، دخل موريس مدينة أوترخت على رأس مجموعة من القوات، حيث استسلمت الميليشيات المحلية دون مقاومة. لم يواجه تقدمه عبر مدن هولندا أي معارضة عسكرية، وسُحق حزب الولايات دون معركة.

## اعتقال ومحاكمة
في 29 أغسطس 1618، وبأمر من الولايات العامة، اعتُقل فان أولدنبارنيفيلد مع أبرز أنصاره، ومن بينهم هوغو غروتيوس، جيلز فان ليدنبرغ، ورومبوت هوجربيتس، بينما أقصي آخرون من مناصبهم السياسية.
وُضع فان أولدنبارنيفيلد في الحبس الانفرادي حتى نوفمبر من العام ذاته، ثم قُدم للاستجواب أمام لجنة عينتها الولايات العامة، برئاسة رينيير باؤ. خضع لأكثر من ستين جلسة استجواب، حيث دُقق في كامل مسيرته السياسية. خلال التحقيق، لم يُسمح له بالاطلاع على وثائقه، كما لم يُتح له إعداد دفاع مكتوب.

## الإعدام

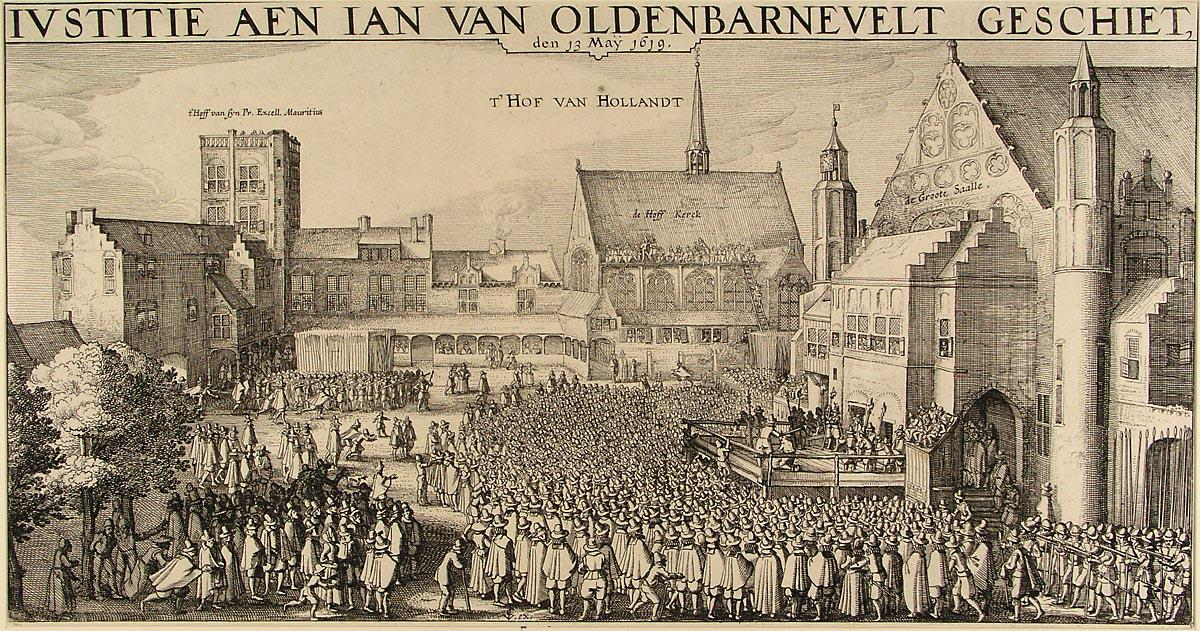
رسم يصور إعدام فان أولدنبارنيفيلد

في 11 مايو 1619، قررت المحكمة إدانته، وأُعلن الحكم بعد ظهر اليوم التالي. حاولت لويز دي كوليني، والدة موريس، والسفير الفرنسي بينجامين أوبري دو مورير التدخل لطلب العفو أو استبدال العقوبة، لكن جهودهما باءت بالفشل.
في 13 مايو 1619، قرئ عليه الحكم بالإعدام، وفي صباح اليوم ذاته، نُفذ الحكم في ساحة بيننهوف في لاهاي، حيث قُطع رأسه وهو في الحادية والسبعين من عمره.
قبل تنفيذ الحكم، خاطب الحشود قائلًا: "أيها الرجال، لا تصدقوا أنني خائن، لقد عملت بصدق وإيمان، كمواطن صالح، وسأموت كذلك". ثم التفت إلى الجلاد قائلاً: "اجعلها قصيرة، اجعلها قصيرة". دُفن في كنيسة المحكمة (هوفكابيل) في بيننهوف.

## الإرث والتأثير
خلال سجنه، احتفظ خادمه جان فرانكن بمذكراته، التي بلغت أربعين صفحة عند تنفيذ الحكم. لاحقًا، قام القس أدريان ستولكر عام 1825 بنشر نسخة منها، لكنها فُقدت حتى أُعيد اكتشافها عام 2018 في مدينة أمِرسفورت، مسقط رأس فان أولدنبارنيفيلد.
ترك فان أولدنبارنيفيلد ولدين: رينيير فان أولدنبارنيفيلد، اللورد من غرينفيلد، وويليم فان أولدنبارنيفيلد، اللورد من ستوتينبورغ، بالإضافة إلى ابنتين. في عام 1623، كُشفت مؤامرة لاغتيال موريس تورط فيها ولداه، حيث أُعدم غرينفيلد، بينما فر ستوتينبورغ والتحق بالخدمة الإسبانية.
في لندن، أُنتجت المسرحية الجاكوبية مأساة السير جون فان أولدن بارنافيلت، التي كتبها جون فليتشر وفيليب ماسنجر بعد ثلاثة أشهر فقط من إعدامه. كانت المسرحية مثيرة للجدل سياسيًا، وخضعت لرقابة مشددة قبل عرضها.

## الصحة
حتى عام 1612، كان فان أولدنبارنيفيلت نادراً ما كان مريضاً. عانى أحياناً، خاصة في 1610 و1611، من الجوع والحمى في اليوم الثالث أو الملاريا التارثية. في سن السبعين، بدأ يمر بشكل أسوأ على السلالم، وكان لديه شكاوى الروماتيك. من عام 1617 بدأ في المشي بعصا مشي.

## تسميات عليه
- حملت سفينة شركة نيدرلاند لاين ''جوهان فان أولدنبارنيفيلد'' اسمه من عام 1930 حتى 1963.
- كما سُميت المدرسة التي التحق بها في أمِرسفورت، والتي كانت تُعرف سابقًا باسم "المدرسة اللاتينية"، باسمه، ولا تزال قائمة حتى اليوم تحت اسم "Stedelijk Gymnasium Johan van Oldenbarnevelt".
- في القرن السابع عشر، أُطلق اسمه على الحصن الهولندي في جزر باكان ضمن أرخبيل جزر الملوك (المولوكا). بالإضافة إلى ذلك، تم تسمية العديد من الشوارع والساحات في مختلف المدن الهولندية باسم جوهان فان أولدنبارنيفيلد.
- يمكن العثور على شوارع وساحات تحمل اسم فان أولدنبارنيفيلد في العديد من المدن الهولندية ، بما في ذلك أمستردام روتردام وأوتريخت (ميدنبيمستر) وبيرغن أوب زوم.

## الإستشهادات
1. ↑   واحدة أو أكثر من الجمل السابقة تتضمن نصاً من منشور أصبح الآن في الملكية العامة: Edmundson, George (1911). "Oldenbarneveldt, Johan van". In Chisholm, Hugh (ed.). Encyclopædia Britannica (بالإنجليزية) (11th ed.). Cambridge University Press. Vol. 20. pp. 69–71.
2. ↑  "Mr. drs. Dirk van Duijvenbode – De Nederlandse kabinetten vanaf 1848". مؤرشف من الأصل في 2016-07-12. اطلع عليه بتاريخ 2006-01-19.
3. ↑  Gaastra، F. (2009). Geschiedenis van de VOC. ص. 17–22.
4. ↑  Rink، Oliver (1986). Holland on the Hudson: An Economic and Social History of Dutch New York. Ithaca: Cornell University Press. ص. 60.
5. ↑  Daniel Boffey (14 مايو 2019). "'A little miracle': Dutch statesman's diary found 200 years after it was lost". The Guardian.
6. ↑  Auchter، Dorothy (2001). Dictionary of Literary and Dramatic Censorship in Tudor and Stuart England. Westport, CT: Greenwood Press. ص. 335.